# Ляпоров, Алексей Васильевич
Алексе́й Васи́льевич Ля́поров (род. 19 апреля 1979, Пятигорск, Ставропольский край, СССР) — российский продюсер и сценарист. С 2012 года — креативный продюсер шоу «Comedy Club». Участник и автор команды КВН «Сборная Пятигорска».
Один из сценаристов скетчкома «Наша Russia» и фильма «Наша Russia. Яйца судьбы».

## Биография
Родился 19 апреля 1979 года в Пятигорске. В 2001 году окончил факультет французского и английского языков Пятигорского Государственного Лингвистического Университета. 
С 2000 года – автор и участник команды КВН «Сборная Пятигорска» (ранее – «Братцы Бернардацци»). В 2004 году «Сборная Пятигорска» стала чемпионом Высшей лиги КВН.
В 2006 году начал работать автором сценария Comedy Club. В 2008 году стал редактором, с 2012 – креативный продюсер шоу.
С 2006 по 2011 годы – один из сценаристов скетчкома «Наша Russia». В 2008 также был одним из сценаристов полнометражного фильма «Наша Russia. Яйца судьбы».
В 2014, 2016, 2018 и 2021 годах был одним из авторов сольных концертов Павла Воли «Большой Stand Up». С 2016 года вместе с Павлом Волей, Ильёй Романко и Алексеем Поймановым является создателем, ведущим и редактором онлайн-курса «Юмор» на проекте «Сила Воли».

## Награды и достижения

### В составе команды «Братцы Бернардацци»
- 1998 – чемпион Пятигорской лиги КВН[10]

### В составе команды КВН «Сборная Пятигорска»
- 2002 – обладатель Зимнего Кубка Украины
- 2003 – вице-чемпион Высшей Лиги КВН, обладатель Малого Кивина в золотом на фестивале «Голосящий Кивин»
- 2004 – чемпион Высшей лиги КВН, обладатель Большого Кивина в золотом на фестивале «Голосящий Кивин»
- 2005 – обладатель Большого Кивина в золотом на фестивале «Голосящий Кивин»
- 2016 – обладатель кубка «Юбилей КВН в Кремле»
- 2021 – обладатель кубка «Тот КВН» юбилейной игры в честь 60-летия КВН

### За проект Comedy Club
- 2017 – Премия «ТЭФИ» в номинации «Юмористическая программа»

### Личные
- 2020 – персональный знак на «Аллее славы» в Пятигорске[11]